# Cantonul Orsay
Cantonul Orsay este un canton din arondismentul Palaiseau, departamentul Essonne, regiunea Île-de-France, Franța.

## Comune
| Comune           | Populație (1999) | Cod poștal | Cod INSEE   |
| ---------------- | ---------------- | ---------- | ----------- |
| Bures-sur-Yvette | 9.535 hab.       | 91440      | 91 3 21 122 |
| Orsay            | 15.966 hab.      | 91400      | 91 3 21 471 |